# 竹叶冷水花
竹叶冷水花（学名：Pilea bambusifolia）是荨麻科冷水花属的植物，是中国的特有植物。分布在中国大陆的贵州等地，常生于悬崖上，目前尚未由人工引种栽培。